# Dila
Dīla är en ort i Etiopien. Den ligger i regionen Southern Nations, i den centrala delen av landet, 290 km söder om huvudstaden Addis Abeba. Dīla ligger 1 594 meter över havet och antalet invånare är 47 021.
Terrängen runt Dīla är huvudsakligen kuperad, men åt sydväst är den platt. Terrängen runt Dīla sluttar brant västerut. Runt Dīla är det tätbefolkat, med 947 invånare per kvadratkilometer. Det finns inga andra samhällen i närheten. I omgivningarna runt Dīla växer i huvudsak städsegrön lövskog.